# Jonathan Frakes
Jonathan Scott Frakes (n. 19 august 1952, Bellefonte, Pennsylvania) este un actor american, autor și regizor, cel mai cunoscut pentru interpretarea rolului Comandor William T. Riker în franciza Star Trek și pentru rolul său de gazdă al emisiunii Beyond Belief: Fact or Fiction (1998–2002).
A regizat episodul „The Discarded” al serialului Masters of Science Fiction din 2007, episod bazat pe o povestire omonimă de Harlan Ellison.

## Filmografie ca actor
| Film                            | Film                                                      | Film                                       | Film |
| An                              | Titlu                                                     | Rol                                        | Note |
| ------------------------------- | --------------------------------------------------------- | ------------------------------------------ | --- |
| 1994                            | Camp Nowhere                                              | Bob Spiegel                                | |
| 1994                            | Star Trek Generations                                     | Commander William T. Riker                 | |
| 1995                            | Time Travel Through the Bible                             | Rolul său / Gazdă                          | |
| 1996                            | Star Trek: First Contact                                  | Commander William T. Riker                 | Nominalizare–Blockbuster Entertainment Award for Best Supporting Actor Nominalizare–Saturn Award for Best Director |
| 1998                            | Star Trek: Insurrection                                   | Commander William T. Riker                 | |
| 1999                            | Dying to Live                                             | Will                                       | Film TV |
| 2002                            | Star Trek: Nemesis                                        | Commander/Captain William T. Riker         | |
| 2002                            | Clockstoppers                                             | Janitor                                    | nemenționat |
| 2004                            | Cavalerii spațiului                                       | Polițist                                   | nemenționat |
| 2011                            | The Captains                                              | Rolul său/Cpt. William T. Riker            | |
| 2017                            | Devil's Gate                                              | Șerif                                      | |
| Televiziune                     |                                                           |                                            | |
| An                              | Titlu                                                     | Rol                                        | Note |
| 1978                            | Charlie's Angels                                          | Brad                                       | Episodul: "Angel on My Mind"                                                                                       |
| 1978                            | Barnaby Jones                                             | David Douglas                              | Episodul: "Stages of Fear"                                                                                         |
| 1978                            | Fantasy Island                                            | Kirk Wendover                              | Episodul: "The War Games/Queen of the Boston Bruisers"                                                             |
| 1979                            | The Waltons                                               | Ashley Longworth Jr.                       | Episodul: "The Lost Sheep" and "The Legacy"                                                                        |
| 1979                            | Eight Is Enough                                           | Chapper                                    | Episodul: "Separate Ways"                                                                                          |
| 1979                            | The White Shadow                                          | Basketball Player                          | Episodul: "One of the Boys" (nemenționat)                                                                          |
| 1980                            | Beulah Land                                               | Adam Davis                                 | |
| 1980                            | The Night the City Screamed                               | Richard Hawkins                            | |
| 1981                            | The Dukes of Hazzard                                      | Jamie Lee Hogg                             | Episodul: "Mrs. Daisy Hogg"                                                                                        |
| 1981                            | Harper Valley                                             | Clutch Breath                              | Episodul: "Low Noon"                                                                                               |
| 1982                            | Hart to Hart                                              | Adam Blake                                 | Episodul: "Harts and Palms"                                                                                        |
| 1982                            | Hill Street Blues                                         | Drug dealer                                | Episodul: "Of Mouse and Man"                                                                                       |
| 1982                            | Quincy, M.E.                                              | Leon Bohannon/Surgeon                      | Episodul: "The Face of Fear" și "Ghost of a Chance"                                                                |
| 1982                            | Voyagers!                                                 | Charles Lindbergh                          | Episodul: "An Arrow Pointing East"                                                                                 |
| 1983                            | Bare Essence                                              | Marcus Marshall                            | Câteva episoade.                                                                                                   |
| 1984                            | Highway to Heaven                                         | Arthur Krock, Jr.                          | Episodul: "A Devine Madness"                                                                                       |
| 1984                            | Five Mile Creek                                           | Adam Scott                                 | Episodul: "Gold Fever"                                                                                             |
| 1984                            | The Fall Guy                                              | Connors                                    | Episodul: "Always Say Always"                                                                                      |
| 1985                            | The Twilight Zone                                         | Single Guy                                 | Episodul: "But Can She Type?"                                                                                      |
| 1985                            | North and South                                           | Stanley Hazard                             | |
| 1986                            | Dream West                                                | Lt. Archibald Gillespie                    | |
| 1986                            | Matlock                                                   | D.A. Park                                  | Episodul: "The Angel"                                                                                              |
| 1987–1994                       | Star Trek: The Next Generation                            | Commander William T. Riker                 | 176 de episoade - Also portrayed transporter duplicate Lt. Thomas Riker in Second Chances                          |
| 1988                            | Reading Rainbow                                           | Rolul său                                  | Episodul: "The Bionic Bunny Show"                                                                                  |
| 1994                            | Wings                                                     | Gavin Rutledge                             | Episodul: "All's Fare"                                                                                             |
| 1994                            | Star Trek: Deep Space Nine                                | Lt. Thomas Riker                           | Episodul: "Defiant"                                                                                                |
| 1994                            | Journey's End: The Saga of Star Trek: The Next Generation | Gazdă                                      | Documentar |
| 1994–1996                       | Gargoyles                                                 | David Xanatos, Coyote                      | Voce |
| 1995                            | Lois & Clark: The New Adventures of Superman              | Tim Lake                                   | Episodul: "Don't Tug on Superman's Cape"                                                                           |
| Cybill                          | Rolul său                                                 | Episodul: "Starting on the Wrong Foot"     | |
| Alien Autopsy: Fact or Fiction? | Gazdă/Narator                                             |                                            | |
| 1996                            | Star Trek: Voyager                                        | Commander William T. Riker                 | Episodul: "Death Wish"                                                                                             |
| 1998–2002                       | Beyond Belief: Fact or Fiction?                           | Rolul său                                  | 45 episoade |
| 1999                            | Roswell                                                   | Rolul său                                  | Episodul: "The Convention"                                                                                         |
| 2000                            | 3rd Rock from the Sun                                     | Larry McMichael                            | Episodul: "Gwen, Larry, Dick and Mary"                                                                             |
| 2000                            | Ghosts: Caught on Tape                                    | Narator                                    | |
| 2002                            | Futurama                                                  | Rolul său                                  | Voce; Episodul: "Where No Fan Has Gone Before"                                                                     |
| 2005                            | Star Trek: Enterprise                                     | Commander William T. Riker                 | Episodul: "These Are the Voyages..."                                                                               |
| 2005,2009                       | Family Guy                                                | Commander William T. Riker/Himself         | Episodul: "Peter's Got Woods" & "Not All Dogs Go to Heaven"                                                        |
| 2009                            | Leverage                                                  | Patient in Neck Brace                      | Episodul: "The Snow Job" (nemenționat)                                                                             |
| 2010                            | Criminal Minds                                            | Dr. Arthur Malcolm                         | Episodul: "The Uncanny Valley"                                                                                     |
| 2010                            | NCIS: Los Angeles                                         | Navy Commander Dr. Stanfill                | Episodul: "Disorder"                                                                                               |
| 2011                            | The Super Hero Squad Show                                 | High Evolutionary                          | Voce; Episodul: "The Devil Dinosaur You Say!"                                                                      |
| 2012                            | Leverage                                                  | Man at Consumer Products Safety Commission | Episodul: "The Toy Job" (nemenționat)                                                                              |
| 2012                            | Castle                                                    | Richard Castle Fan                         | Episodul: "The Final Frontier" (nemenționat)                                                                       |
| 2013                            | Adventure Time                                            | Adult Finn                                 | Voce; Episodul: "Puhoy" și "Dungeon Train"                                                                         |
| 2014                            | Hit the Floor                                             | Hank                                       | Episodul: "Blow Out"                                                                                               |
| 2016–2017                       | Guardians of the Galaxy                                   | J'son                                      | Voce; 12 episoade                                                                                                  |
| 2016                            | Miles from Tomorrowland                                   | Grandpa Vincent                            | Voce; Episodul: "Galactech: Still Rocketing/Merc's Night Out" & "The Adventures of Jet Retrograde/The Tiny Aliens" |
| 2016                            | Future-Worm!                                              | Steak Starbolt                             | Voce |
| 2018                            | After Trek                                                | Rolul său                                  | Aftershow Episodul 11                                                                                              |
| 2019                            | How to Sell Drugs Online (Fast)                           | Rolul său                                  | Episodul: "Life's Not Fair, Get Used to It"                                                                        |
| 2020                            | Star Trek: Picard                                         | Cpt. William T. Riker                      | Episoadele: "Nepenthe" & "Et in Arcadia Ego, Partea a 2-a"                                                         |
| 2020                            | The Ready Room                                            | Himself                                    | Aftershow 2 episoade                                                                                               |
| 2020                            | Star Trek: Lower Decks                                    | Cpt. William T. Riker                      | Episodul: "No Small Parts"                                                                                         |
| Jocuri video                    |                                                           |                                            | |
| An                              | Titlu                                                     | Rol                                        | Note |
| 1995                            | Multimedia Celebrity Poker                                | Rolul său                                  | [ 5 ] |

## Filmografie ca regizor

### Filme
- Star Trek: Primul contact (1996)
- Star Trek: Klingon (1996) – film interactiv
- Star Trek: Rebeliune (1998)
- Clockstoppers (2002)
- Cavalerii spațiului (2004)
- Bibliotecarul 2: Întoarcerea la minele Solomon (2006)
- Bibliotecarul 3: Dracula și Pocalul blestemat (2008)

### Televiziune
- Star Trek: The Next Generation
  - S3.E16 - The Offspring (1990)
  - 4.07 - Reunion (1990)
  - 4.21 - The Drumhead (1991)
  - 5.18 - Cause and Effect (1992)
  - 6.09 - The Quality of Life (1992)
  - 6.20 - The Chase (1993)
  - 7.08 - Attached (1993)
  - 7.14 - Sub Rosa (1994)
- Star Trek: Deep Space Nine
  - 3.02 - The Search, Part II (1994)
  - 3.08 - Meridian (1994)
  - 3.13 - Past Tense, Part II (1995)
- Star Trek: Voyager
  - 2.03 - Projections (1995)
  - 2.07 - Parturition (1995)
  - 2.13 - Prototype (1996)
- Diagnosis Murder
  - 3.18 - Left-Handed Murder (1996)
- Roswell
  - 1.07 - River Dog (1999)
  - 1.19 - Four Square (2000)
  - 1.21 - The White Room (2000)
  - 3.04 - Secrets and Lies (2001)
  - 3.08 - Behind the Music (2001)
- The Twilight Zone
  - The Lineman (2002)
- Masters of Science Fiction
  - The Discarded (2007)
- Leverage (Escroci de treabă)
  - 1.07 - The Wedding Job (2009)
  - 1.11 - The Juror #6 Job (2009)
  - 2.04 - The Fairy Godparents Job (2009)
  - 2.11 - The Bottle Job (2010)
  - 3.02 - The Reunion Job (2010)
  - 3.06 - The Studio Job (2010)
  - 3.13 - The Morning After Job (2010)
  - 4.09 - The Queen's Gambit Job (2011)
  - 4.12 - The Office Job (2011)
  - 4.15 - The Lonely Hearts Job (2011)
  - 5.03 - The First Contact Job (2012)
  - 5.05 - The Gimme a K Street Job (2012)
  - 5.14 - The Toy Job (2012)
- Dollhouse
  - 2.04 - Belonging (2009)
- Castle
  - 2.08 - Kill the Messenger (2009)
  - 5.06 - The Final Frontier (2012)
  - 5.20 - The Fast and the Furriest (2013)
- NCIS: Los Angeles
  - 1.14 - LD50 (2010)
  - 2.11 - Disorder (2010)
  - 3.16 - Blye, K. (2012)
  - 4.10 - Free Ride (2012)
  - 5.02 - Impact (2013)
  - 8.10 - Sirens (2016)
- V
  - 1.07 - John May (2010)
- Persons Unknown
  - 1.05 - Incoming (2010)
  - 1.10 - Seven Sacrifices (2010)
  - 1.11 - And Then There Was One (2010)
- The Good Guys
  - 1.09 - Don't Taze Me, Bro (2010)
  - 1.16 - Silence of the Dan (2010)
- The Glades
  - 1.08 - Marriage Is Murder (2010)
  - 2.04 - Moonlighting (2011)
  - 4.02 - Shot Girls (2013)
- Burn Notice
  - 4.14 - Hot Property (2010)
  - 5.06 - Enemy Of My Enemy (2011)
  - 5.17 - Acceptable Loss (2011)
  - 6.09 - Official Business (2012)
  - 7.06 - All or Nothing (2013)
- Bar Karma
  - 1.09 - Three Times a Lady (2011)
- Falling Skies
  - 3.09 - Journey to Xilbalba (2013)
  - 4.06 - Door Number Three (2014)
  - 5.06 - Respite (2015)
- King & Maxwell
  - 1.08 - Job Security (2013)
- Agents of S.H.I.E.L.D.
  - 1.08 - The Well (2013)
- Switched at Birth
  - 3.06 - The Scream (2014)
  - 4.08 - Art Like Love is Dedication (2015)
- Hit the Floor
  - 2.03 - Behind the Back (2014)
  - 2.04 - Full-Court Press (2014)
- The Librarians
  - 1.04 - And Santa's Midnight Run (2014)
  - 1.06 - And the Fables of Doom (2015)
  - 1.10 - And the Loom of Fate (2015)
  - 2.06 - And the Infernal Contract (2015)
  - 2.08 - And the Point of Salvation (2015)
  - 3.05 - And the Tears of a Clown (2016)
  - 3.06 - And the Trial of the Triangle (2016)
  - 3.09 - And the Fatal Separation (2017)
  - 4.04 - And the Silver Screen (2017)
  - 4.06 - And the Graves of Time (2017)
- The Orville
  - 1.05 - Pria (2017)
  - 2.12 - Sanctuary (2019)
- Star Trek: Discovery[6]
  - 1.10 - Despite Yourself (2018)
  - 2.2 - New Eden (2019)
  - 2.9 - Project Daedalus (2019)
  - 3.3 - People of Earth (2020)
  - 3.8 - The Sanctuary (2020)
  - 3.12 - The Good of the People (2020)
- The Arrangement
  - 2.9 - Truth (2018)
- The Gifted
  - 2.13 teMpted (2019)
- Star Trek: Picard
  - 1.04 Absolute Candor (2020)
  - 1.05 Stardust City Rag (2020)